# 危險小徑
《危險小徑》（A Dangerous Path）是英國女作家艾琳·杭特的系列小說《貓戰士》的首部曲中六集的第五集，於2004年6月1日由Happer Collins出版。中文版於2008年12月1日由晨星出版社出版

## 戲情摘要
本集描述虎星當上影族族長後，對雷族帶來的威脅。他引誘狗群攻擊雷族，引發疾掌的死亡以及亮掌(後來的亮心)的重傷，連藍星也在此事件中喪失最後一條命，亦得到石毛和霧星的諒解。另外，灰紋亦在此集中自河族回到雷族。

## 資料來源
1. ↑  A Dangerous Path (Warriors, Book 5) (BARGAIN PRICE) (Hardcover)(Amazon.com)